# Vandalia, Michigan
Vandalia är en ort (village) i Cass County i Michigan. Vid 2010 års folkräkning hade Vandalia 301 invånare.